# Hrímalda
Hrímalda är ett berg i republiken Island. Det ligger i regionen Norðurland eystra, 240 km öster om huvudstaden Reykjavík. Toppen på Hrímalda är 1 008 meter över havet.
Trakten runt Hrímalda är nära nog obefolkad, med mindre än två invånare per kvadratkilometer. Det finns inga samhällen i närheten. Trakten runt Hrímalda består i huvudsak av gräsmarker.